# Bitwa pod Śniadowem

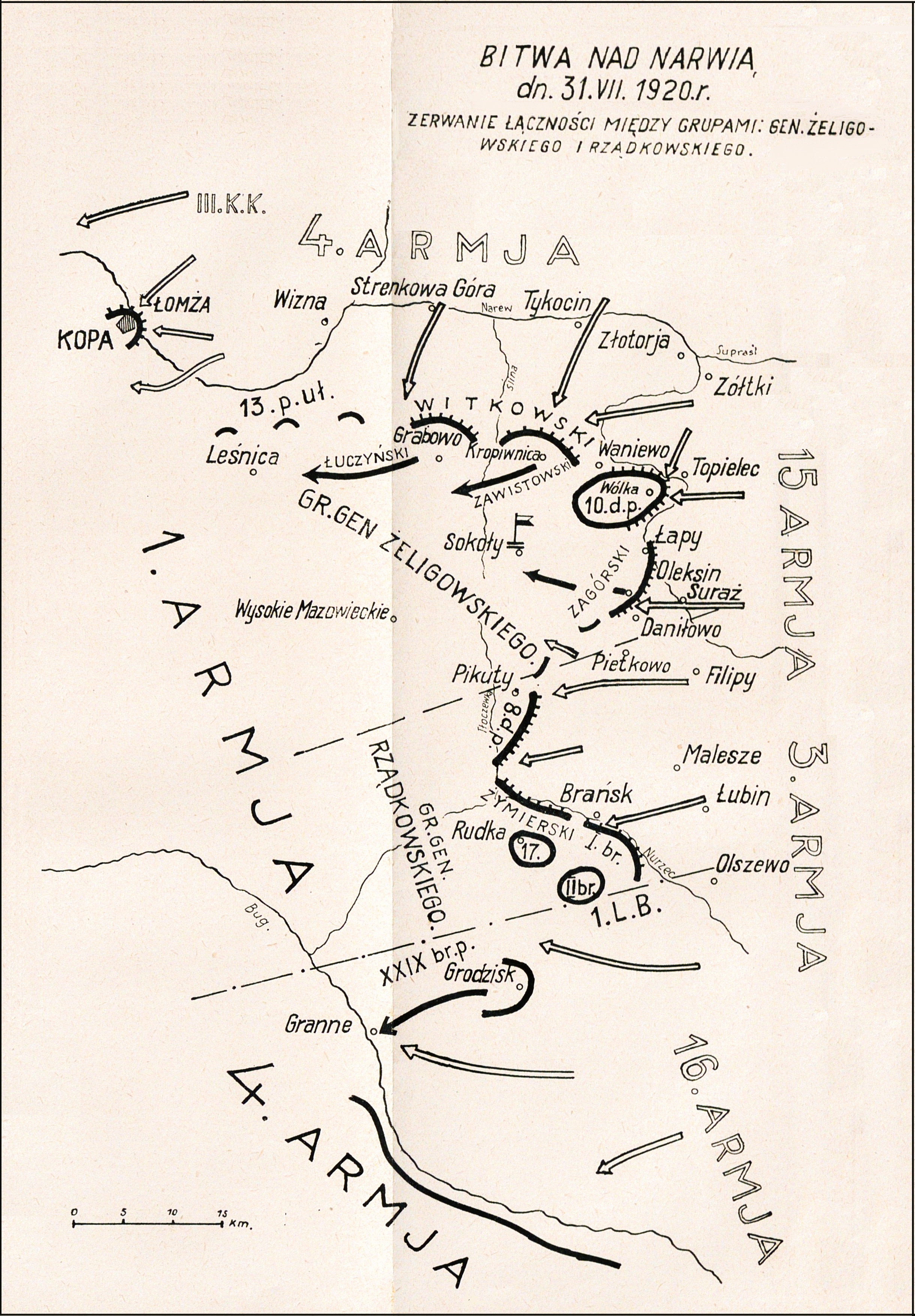
Generał Lucjan Żeligowski, Wojna w roku 1920 – wspomnienia i rozważania

Bitwa pod Śniadowem – część bitwy pod Łomżą; walki polskiego 4 pułku pomorskiego z sowiecką 2 Brygadą 15 Dywizji Kawalerii w czasie lipcowej ofensywy Frontu Zachodniego Michaiła Tuchaczewskiego podczas wojny polsko-bolszewickiej.

## Położenie ogólne wojsk
W pierwszej dekadzie lipca przełamany został front polski nad Autą, a wojska Frontu Północno-Wschodniego gen. Stanisława Szeptyckiego cofały się pod naporem ofensywy Michaiła Tuchaczewskiego.
Naczelne Dowództwo Wojska Polskiego nakazało powstrzymanie wojsk sowieckiego Frontu Zachodniego na linii dawnych okopów niemieckich z okresu I wojny światowej.
Sytuacja operacyjna, a szczególnie upadek Wilna i obejście pozycji polskich od północy, wymusiła dalszy odwrót wojsk polskich.
1 Armia gen. Gustawa Zygadłowicza cofała się nad Niemen, 4 Armia nad Szczarę, a Grupa Poleska na Kanał Ogińskiego i Pińsk.
Obrona wojsk polskich na linii Niemna i Szczary również nie spełniła oczekiwań. W walce z przeciwnikiem oddziały polskie poniosły duże straty i zbyt wcześnie zaczęły wycofanie na linię Bugu.
W końcu lipca Front Północno-Wschodni znajdował się w odwrocie na linię Bugu i Narwi. Grupa gen. Władysława Junga została zepchnięta za Narew, a grupa gen. Daniela Konarzewskiego stała między Prużaną a Berezą Kartuską. Między obiema grupami, podległymi 4 Armii, wytworzyła się kilkudziesięciokilometrowa luka, w którą wtargnęły sowieckie 2 i 17 Dywizje Strzelców. Po obu stronach linii kolejowej Łuniniec – Brześć cofała się Grupa Poleska gen. Władysława Sikorskiego. Odwrót wojsk gen. Sikorskiego nie był wymuszony działaniami przeciwnika, ale wydarzeniami na północnym odcinku frontu.
Plan polskiego Naczelnego Dowództwa zakładał, że 1. i 4 Armia oraz Grupa Poleska do 5 sierpnia będą bronić linii Narew – Orlanka oraz Leśna – Brześć i w ten sposób umożliwią przygotowanie kontrofensywy z rejonu Brześcia na lewe skrzydło wojsk Frontu Zachodniego Michaiła Tuchaczewskiego. Rozstrzygającą operację na linii Bug, Ostrołęka, Omulew doradzał też gen. Maxime Weygand.
Warunkiem powodzenia było utrzymanie posiadającej wielkie znaczenie strategiczne Twierdzy Brzeskiej oraz pobicie 1 Armii Konnej Siemiona Budionnego, co umożliwiłoby ściągnięcie nad Bug części sił polskich z Galicji.
1 sierpnia Front Północno-Wschodni był nadal w odwrocie. Na północy polskiego frontu sowiecki III Korpus Kawalerii Gaja Gaja przeprawił się przez Narew, wyszedł na tyły grupy ppłk. Andrzeja Kopy i zagroził tyłom 1 Armii. W związku z tym oddziały polskie opuściły forty i prawy brzeg Narwi i wycofały się do Łomży. W tym czasie zarówno dowódca armii jak i dowódca frontu nie posiadali znaczących odwodów operacyjnych. W tym też dniu generał Tadeusz Rozwadowski nakazał generałowi Bolesławowi Roi skierowanie oddziałów pomorskich do Śniadowa, jako odwodów Naczelnego Dowództwa.

## Walki pod  Śniadowem
31 lipca 1920 II batalion 4 pułku pomorskiego został załadowany w Grudziądzu na transport kolejowy i w południe 2 sierpnia wyładował się na stacji w Śniadowie. Był to pododdział sformowany z ochotników i wysłany na front po bardzo krótkim, zaledwie trzydniowym przeszkoleniu. Blisko połowę żołnierzy stanowili siedemnasto-osiemnastoletni chłopcy. Wielu z nich nie umiało sprawnie naładować broni. Z powodu pospiesznego wyjazdu na front, żołnierze mieli przy sobie tylko po sześćdziesiąt naboi.
Po południu na nieprzygotowaną jeszcze polską obronę uderzyła 2 Brygada sowieckiej 15 Dywizji Kawalerii. Mimo zaskoczenia, batalion stawił zacięty opór ogniowy. Kiedy jednak kawaleria Gaja Gaja ruszyła do natarcia, w szeregach polskiego batalionu wybuchła panika. Część żołnierzy pochowała się w domach i została wzięta do niewoli, a część wycofywała się w nieładzie, ścigana przez Kozaków.

## Bilans walk
W walkach o Śniadowo II batalion 4 pułku pomorskiego został doszczętnie rozbity. Ocalało tylko około 170 żołnierzy. Cały tabor i broń maszynowa wpadły w ręce nieprzyjaciela. Resztki batalionu wycofały się do Modlina, gdzie dołączyły do macierzystego pułku. Pułk, przemianowany na 263 ochotniczy pułk piechoty, wziął udział w bitwie nad Wkrą.